# Ісла-Віста (Каліфорнія)
Ісла-Віста (англ. Isla Vista) — переписна місцевість (CDP) в США, в окрузі Санта-Барбара штату Каліфорнія. Населення — 15 500 осіб (2020).

## Географія
Ісла-Віста розташована за координатами 34°24′51″ пн. ш. 119°51′28″ зх. д. / 34.41417° пн. ш. 119.85778° зх. д. (34.414116, -119.857874). За даними Бюро перепису населення США в 2010 році переписна місцевість мала площу 4,83 км², з яких 4,79 км² — суходіл та 0,04 км² — водойми.

## Демографія
Згідно з переписом 2010 року, у переписній місцевості мешкало 23 096 осіб у 4898 домогосподарствах у складі 762 родин. Густота населення становила 4779 осіб/км². Було 5091 помешкання (1053/км²).
Расовий склад населення:
| - 64,4 % — білих - 14,7 % — азіатів - 2,6 % — чорних або афроамериканців - 0,5 % — корінних американців - 0,2 % — вихідців з тихоокеанських островів - 11,6 % — осіб інших рас |

До двох чи більше рас належало 6,1 %. Частка іспаномовних становила 22,8 % від усіх жителів.
За віковим діапазоном населення розподілялося таким чином: 3,0 % — особи молодші 18 років, 95,7 % — особи у віці 18—64 років, 1,3 % — особи у віці 65 років та старші. Медіана віку мешканця становила 20,7 року. На 100 осіб жіночої статі у переписній місцевості припадало 97,1 чоловіків; на 100 жінок у віці від 18 років та старших — 96,8 чоловіків також старших 18 років.
Середній дохід на одне домашнє господарство становив 31 356 доларів США (медіана — 20 550), а середній дохід на одну сім'ю — 49 789 доларів (медіана — 34 118). Медіана доходів становила 27 025 доларів для чоловіків та 25 877 доларів для жінок. За межею бідності перебувало 68,0 % осіб, у тому числі 44,2 % дітей у віці до 18 років та 30,0 % осіб у віці 65 років та старших.
Цивільне працевлаштоване населення становило 10 535 осіб. Основні галузі зайнятості: освіта, охорона здоров'я та соціальна допомога — 43,5 %, мистецтво, розваги та відпочинок — 21,2 %, роздрібна торгівля — 13,5 %.

## Історія
Увечері 23 травня 2014 року в Ісла-Вісті сталася серія смертельних нападів, коли Елліот Роджер за допомогою вогнепальної, холодної зброї та транспортного засобу вбив шістьох людей та поранив ще чотирнадцять недалеко від університетського містечка Університету Каліфорнії у Санта-Барбарі, після чого наклав на себе руки.